# When You're Strange: Music from the Motion Picture
When You're Strange: Music From The Motion Picture è la colonna sonora del film When You're Strange narrato da Johnny Depp nella versione originale (e da Morgan nella versione doppiata in italiano) che racconta la storia della band statunitense e la loro musica. Nella colonna sonora figurano 14 canzoni provenienti dai 6 album in studio pubblicati dai The Doors durante l'arco della loro carriera, con versioni da studio, miste con versioni dal vivo includendo performance provenienti dal The Ed Sullivan Show, Television-Byen, Gladsaxe, Felt Forum di New York e Festival dell'Isola di Wight (1970).

## Tracce
Tutte le canzoni sono eseguite dai The Doors e scritte da Jim Morrison, Robby Krieger, Ray Manzarek, e John Densmore, eccetto dove indicato. Tutte le tracce parlate sono poesie recitate da Johnny Depp e scritte da Jim Morrison, eccetto dove indicato.
1. Poem: Cinema - (0:25)
2. Poem: The Spirit Of Music - (0:22)
3. Moonlight Drive - (3:01)
4. Poem: The Doors Of Perception (William Blake) - (0:08)
5. Break on Through (To the Other Side) - (4:59)
  - Live from The Isle Of Wight, August 29, 1970
6. Poem: A Visitation Of Energy - (0:06)
7. Light My Fire - 3:05 [mono]
  - Live from The Ed Sullivan Show, September 19, 1967
8. Interview: To really be a superstar (Jim Morrison) - (0:14)
9. Five to One - (4:27)
10. Poem: Wasting The Dawn - (0:25)
11. When the Music's Over - (12:27) [mono]
  - Live from Television-Byen, Gladsaxe, Copenaghen, Denmark, September 18, 1968)
12. Interview: The Doors - (0:29)
  - The four of us are musicians (Jim Morrison)
  - I'd like them to listen (Ray Manzarek)
  - Rock & roll and jazz (John Densmore)
  - Our music is symbolic (Robbie Krieger)
13. Hello, I Love You - (2:39)
14. Interview: Dead serious (Jim Morrison) - (0:08)
15. People Are Strange - (2:10)
16. Poem: Inside The Dream - (0:14)
17. Soul Kitchen - (3:32)
18. Poem: We Have Been Metamorphosized - (0:15)
19. Poem: Touch Scares - (0:08)
20. Touch Me - (3:28)
21. Poem: Naked We Come - (0:09)
22. Poem: O Great Creator Of Being - (0:08)
23. The End - (11:29)
24. Poem: The Girl Of The Ghetto - (0:26)
25. L.A. Woman - (7:57)
26. Poem: Crossroads - (0:10)
27. Roadhouse Blues - (4:07)
  - Live from The Felt Forum, New York, January 17, 1970
28. Poem: Ensenada - (0:14)
29. Riders on the Storm - (7:16)
30. Poem: As I Look Back - (0:11)
31. The Crystal Ship - (2:32)
32. Poem: Goodbye America

### Bonus tracks
1. Love Her Madly - (3:32) (Available from Amazon's MP3 store.)

## Formazione
- Jim Morrison – voce
- Ray Manzarek – organo, pianoforte, tastiera, basso
- John Densmore – batteria
- Robby Krieger – chitarra
- Johnny Depp - narratore